# Kokoria
Kokoria (en altaï méridional : Кӧгӧрӱ, Kögörü, en russe : Коко́ря) est un village du raïon de Koch-Agatch dans la république de l'Altaï en Russie. Le village forme une municipalité ; l'établissement rural de Kokoria. Sa population s'élevait à 937 habitants au recensement de 2021.

## Étymologie
En altaï, Kögörü (Kök - bleu, bleu clair ; örü - haut, partie supérieure) signifie haut bleu.

## Géographie
Le village de Kokoria se situe dans la république de l'Altaï, une république de Sibérie méridionale, en Russie. Il fait partie du district fédéral sibérien, et le village se trouve à 310 km au sud-est de Gorno-Altaïsk, la capitale de la république et à 700 km au sud-est de Novossibirsk, la capitale du district. Le village fait partie du raïon de Koch-Agatch, le plus méridional des raïons de la république, qui compte 16, localités avec Koch-Agatch comme centre administratif, à 23 km à l'est.
Kokoria, comme toute la république de l'Altaï, est située dans le fuseau horaire MSK+4 (heure de Krasnoïarsk). Le décalage horaire appliqué par rapport au temps universel coordonné est +07:00.

## Démographie
Recensements (*) et estimations de la population,,:
| 2002* | 2010* | 2012 | 2013 |
| ----- | ----- | ---- | ---- |
| 1 279 | 1 056 | 993  | 981  |

| 2014 | 2015 | 2016 | 2021* |
| ---- | ---- | ---- | ----- |
| 981  | 977  | 941  | 937   |

En 2002, sur les 1 279 habitants, il y avait 94 % d'Altaïens.

## Galerie

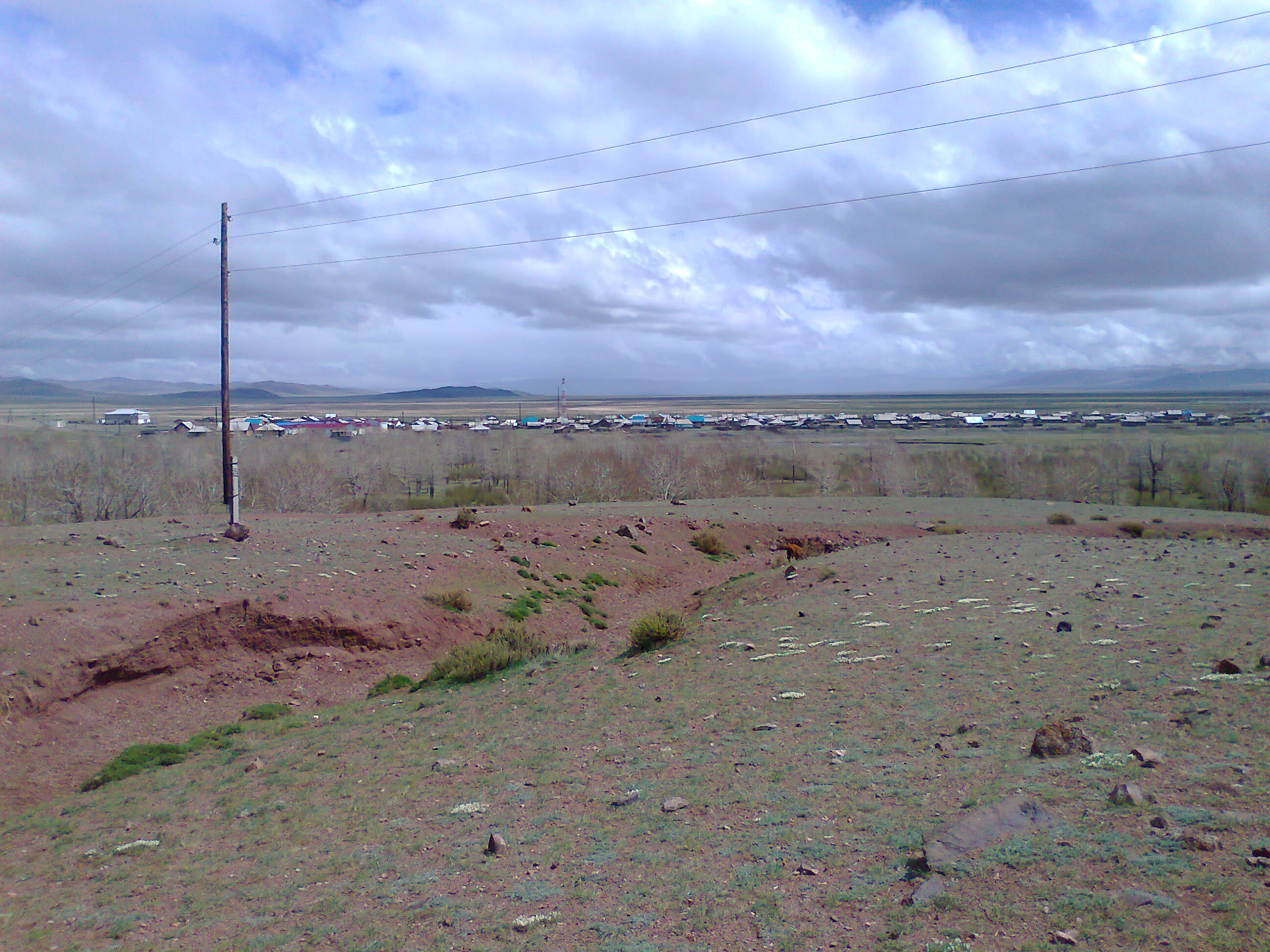
Vue générale.
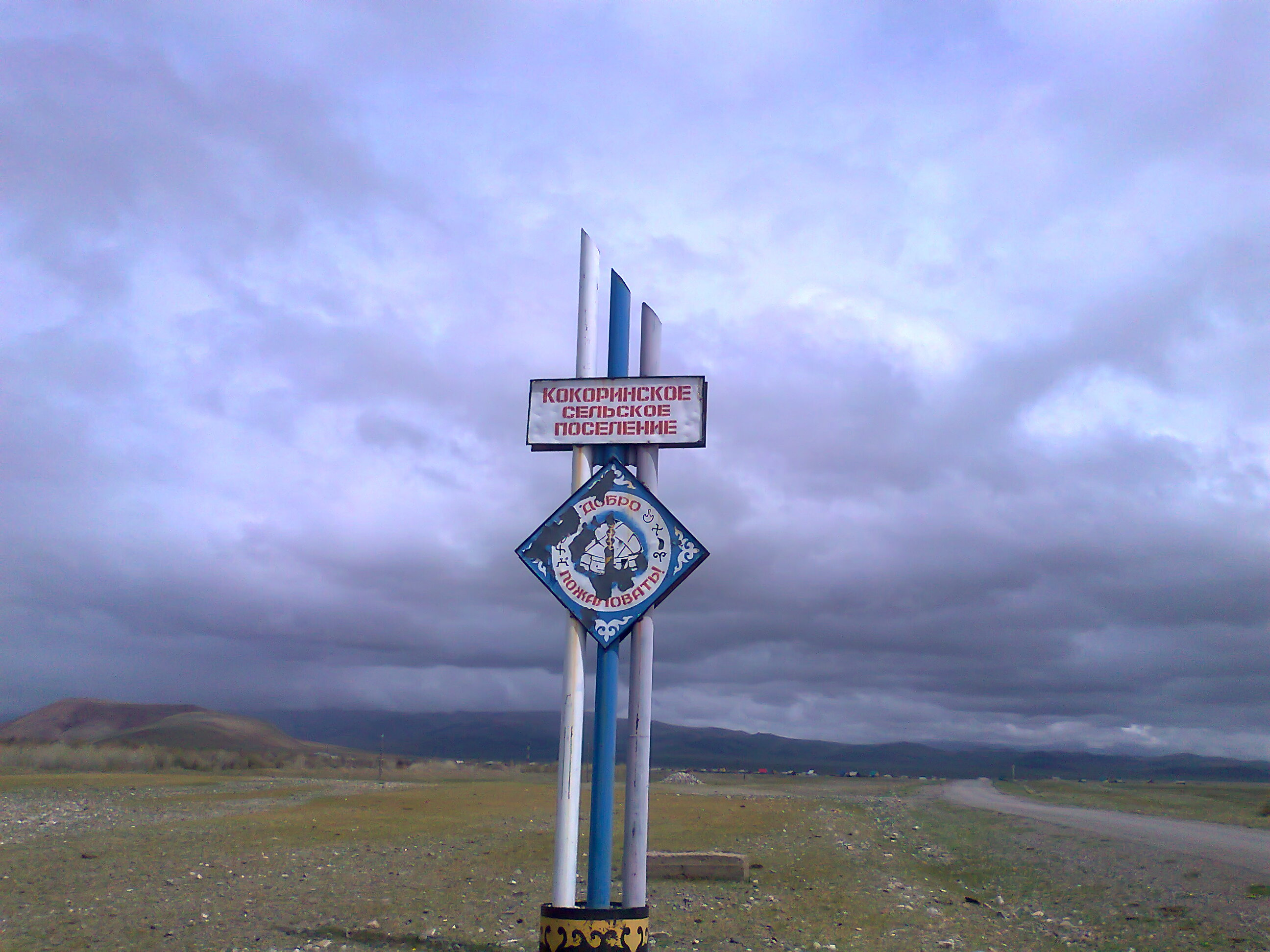
Panneau d'entrée.
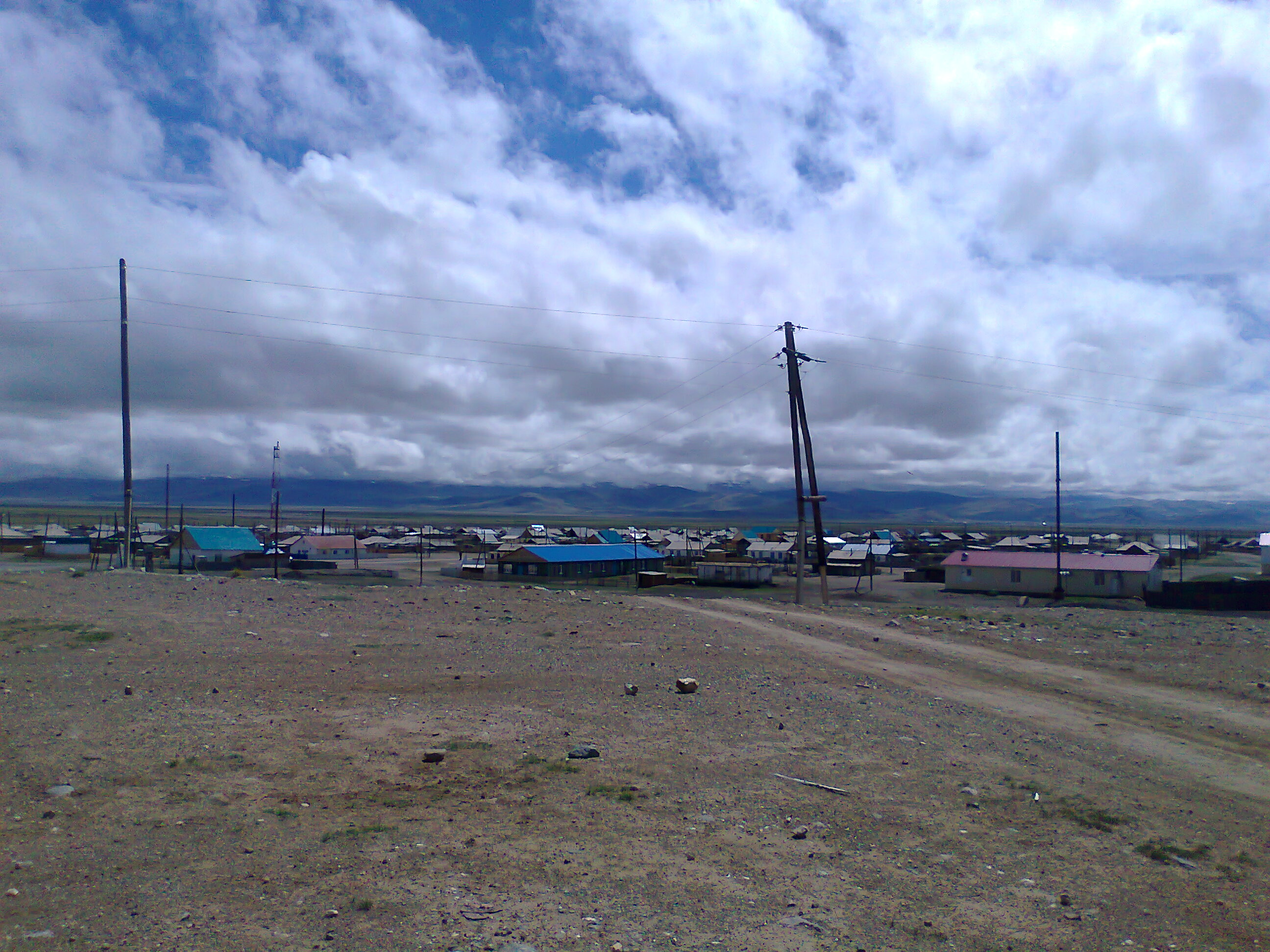
Autre vue.

## Naissance
- Sergueï Nikolaïevitch Otchourdiapov